# Down and Out in Paris and London (boek)
Down and Out in Paris and London (Nederlands: "Aan de grond in Londen en Parijs") is het debuut van de Engelse schrijver George Orwell uit 1933. Hij was naar Parijs verhuisd in 1928. Zijn carrière als freelance journalist wilde niet lukken, hij verbleef in de armoede van de achterbuurten en zwoegde in hotelkeukens om te overleven. Terug in Londen deelde hij noodgedwongen het lot van dakloze zwervers. Wat begon als een aantal ellendige maanden voor Orwell, groeide uit tot een literair project over mensen die leven aan de zelfkant. Zijn donkere periode was voorbij, maar vanaf 1929 begaf hij zich verder in die wereld om het beter te leren kennen. De maatschappij keek neer op de armen, de bordenwassers en de bedelaars, maar Orwell nam het op voor de zwakkeren. Het zijn gewone mensen met minder middelen die voor de rest niet verschillen van de andere burgers. Het boek is een aanklacht tegen de Engelse wetten op de bedelarij en landloperij.

## De achterbuurt van de Coq d’Or
George Orwell woonde ongeveer anderhalf jaar in de Parijse wijk van de Coq d’Or. Alle huizen waren hotels, tot de nok toe volgepakt met kamerbewoners, merendeels Polen, Arabieren en Italianen. Het was een heel goed voorbeeld van een Parijse achterbuurt. Zijn hotel heette Hôtel des Trois Moineaux, een donker, gammel labyrint van vijf verdiepingen. De kamers waren klein en in en in vuil. De huurders vormden een steeds wisselende bevolking van buitenlanders die zonder bagage verschenen, een week bleven en dan weer verdwenen. Het waren mensen uit allerlei beroepen – schoenmakers, metselaars, studenten, prostituees, voddenrapers.

## Het eerste contact met de armoede
Ik schrijf over armoede en met armoede kwam ik in deze achterbuurt voor het eerst in aanraking. Het is in alle opzichten vreemd, je eerste contact met de armoede. Je hebt zoveel over armoede nagedacht – het is iets waar je je hele leven bang voor geweest bent, maar waarvan je wist dat het je vroeg of laat zou overkomen.
Orwell ontdekte wat honger was. Je eten bestaat uit brood met margarine. Of aardappelen met schil en al. Soms kwam er een dag dat ik niets te eten had. Dagenlang aten we droog brood en toen had ik in twee en een halve dag helemaal niks meer te eten. We hadden zo’n honger dat we alleen maar aan eten konden denken. Honger verlaagt je tot een volkomen ruggengraatloze, hersenloze toestand. Volkomen traagheid is mijn voornaamste herinnering aan honger. Hij verpandde zijn kleren en had geen andere kleren meer behalve wat hij aanhad.
Je ontdekt ook de grote verlossende kant van de armoede: het feit dat de toekomst wordt vernietigd. Je piekert minder; het kan je niets meer schelen. Het is een gevoel van opluchting, van voldoening bijna, nu je weet dat je eindelijk echt aan de grond zit. Je hebt zo dikwijls gesproken over naar de haaien gaan, wel, hier zijn dan de haaien.

## Plongeurin Parijs
Orwell ging werken voor Hotel X in de buurt van de Place de la Concorde. Vier dagen per week was hij aan de slag in de cafeterie, de provisiekamer. Ontbijt, lunch en diner waren de drukke momenten. De hitte van de vuren was om misselijk van te worden. Het is ontstellend zwaar wanneer alles haastje repje moet gebeuren. Het is met geen pen te beschrijven. Tijdens de drukke uren raasde en vloekte het hele personeel als ketters. Men had zich in een hol met krankzinnigen gewaand. Eén dag per week was hij het hulpje van een kelner. Verreweg mijn beste tijd in het hotel had ik als ik de kelner op de vierde etage ging helpen. En één dag per week was hij plongeur, bordenwasser in een ondergronds hol met een gootsteen. Afwassen voor de eetzaal was mijn slechtste dag. Ik kon niet rechtop staan. Wij zaten in ons walgelijke vuil. Want het was werkelijk walgelijk smerig. Het was een afschuwelijk werk, dit afwassen, niet zwaar, maar vervelend en onuitsprekelijk dwaas. Een werkweek van zestig tot honderd uur. Zondag was zijn vrije dag. Meestal bracht Orwell de zaterdagavonden door in het bistro aan de voet van zijn hotel. De twee uur uitgelaten gelukzalig vertier waren de hoofdpijn wel waard. Voor vele ongetrouwde mannen uit de buurt was de wekelijkse drinkpartij het enige dat het leven te bieden had.
Het was een leven zonder veel variatie. Een plongeur leeft op het ritme van werken en slapen zonder tijd om na te denken en hij is zich nauwelijks bewust van de buitenwereld. Niets is helemaal werkelijk voor hem afgezien van de boulot, drank en slaap. En daarvan is slaap het belangrijkste. Door het werken in het hotel leerde ik pas goed beseffen wat slaap waard is. Het was iets wellustigs, een uitspatting bijna.
In het algemeen kan men zeggen dat hoe meer men voor eten betaalt, des te meer zweet en spuug men erbij opeten moet. Iemand moet een toast klaarmaken. Enkele grote zweetdruppels vallen van zijn voorhoofd op de toast. Dat is zijn zorg niet, waarom? Nu valt de toast tussen het smerige zaagsel op de vloer. Waarom zou hij de moeite nemen om een nieuw stuk te maken? Het zaagsel van de toast afvegen gaat veel vlugger. Onderweg naar boven valt de toast opnieuw, ditmaal met de beboterde kant naar onderen. Weer een veeg en klaar is kees. En zo gaat het met alles. Merendeels waren de ingrediënten waaruit de maaltijden bestonden van zeer slechte kwaliteit. Het vlees was maar heel gewoontjes en wat de groenten betrof, een goede huishoudster zou ze op de markt niet eens bekeken hebben. Volgens een vast voorschrift werd de room met melk verdund. De thee en de koffie waren van een minderwaardige soort en de jam was namaakspul in enorme blikken zonder etiket. Volgens Boris waren alle goedkopere wijn een en dezelfde vin ordinaire. Ondanks dit alles was Hotel X een van de twaalf duurste Parijse hotels en de klanten betaalden ontstellend hoge prijzen.

## Eenplongeuris de slaaf van een slaaf
Orwell beschouwde de plongeur als de slaaf van een slaaf. Hij wast tachtig uur per week borden in ondergrondse holen, verdient net genoeg om in leven te blijven en heeft geen vakantie of sociaal leven. Een plongeur zit gevangen in een sleurgang zoals talloze andere arbeiders. Hij doet stom en nutteloos werk. Zijn lijden weegt niet op tegen het beetje luxe voor de klant. Honderd mensen werken zich een ongeluk opdat tweehonderd mensen te veel betalen voor iets dat ze niet werkelijk nodig hebben. Het personeel moet harder werken, de klant meer betalen en de eigenaar strijkt de winsten op. Indien de onzin werd weggelaten en het werk gewoon efficiënt werd gedaan, zouden de plongeurs maar zes of acht uur per dag hoeven te werken in plaats van tien of vijftien uur.

## De rijken beschermen zich tegen de gevaarlijke horde van de armen
De ellende duurt voort, omdat de rijken de armen nog steeds beschouwen als een gevaarlijke horde. De horde bestaat uit zulke primitieve dieren dat ze een gevaar zouden vormen als ze vrije tijd hadden. Het is veiliger om ze zo druk aan het werk te houden dat ze geen tijd hebben om na te denken. We zullen ons als duivels verzetten tegen verbetering van jullie omstandigheden. Dat zou te gevaarlijk voor ons worden. Intelligente en beschaafde mensen scharen zich aan de kant van de rijken. Omdat hij een akelig Marxistisch Utopia als alternatief voorziet, wil een ontwikkeld mens de zaken liever laten zoals ze zijn. Het is deze vrees voor een denkbeeldige gevaarlijke horde die maakt dat vrijwel alle intelligente mensen conservatief zijn. Ze denken dat er een fundamenteel onderscheid bestaat tussen rijk en arm, als waren het twee verschillende rassen, zoals negers en blanken. Maar in werkelijkheid is er geen onderscheid. Het verschil tussen arm en rijk is niets anders dan een kwestie van inkomen. Wissel ze eens om. Wie is dan wie? Wie de rechter en wie de dief? Er bestaat geen wezenlijk onderscheid tussen arm en rijk. In feite is nu de horde los en gebruikt ze – in de gedaante van rijke mensen – haar macht om enorme geestdodende tredmolens te creëren, zoals ‘chique’ hotels.

## Zwerver in Londen
Orwell was blij dat hij weer naar Engeland kon. Hij zou op een imbeciel passen, maar zijn werkgevers waren naar het buitenland gegaan, met patiënt en al. Eerst verbleef hij nog in volkslogementen waar ze sliepen in slaapzalen van vijftien of twintig man. In Londen leefden minstens vijftienduizend mensen in logementen.
Zonder geld zat er niets anders op dan naar een asiel voor daklozen te gaan. Een lange rij haveloze mannen stond al te wachten tot het hek zou open gaan om zes uur ’s avonds. Een stel verschobberde, gedegenereerde straathonden. Het nachtasiel van Romton leek veel op een gevangenis. Het bestond uit niet meer dan een badkamer en een wc. Voor de rest waren er lange dubbele rijen stenen cellen, misschien een honderd in totaal. Ze kregen armenhuishemden en werden direct naar de cellen gestuurd. Er waren zes dekens. Zeg, waar zijn de bedden, vervloekt nog aan toe? Bedden, zei de andere man verbaasd. Er zijn geen bedden! Wat dacht je dan? Dit is een van de nachtasielen waar je op de grond slaapt. Blijkbaar werd het ontbreken van bedden als iets heel normaals beschouwd. Hoe je ook ging liggen, steeds kreeg je een scherpe pijn als de harde vloer door de deken drong. Het was niet mogelijk om langer dan tien minuten achtereen te slapen. Tegen middernacht probeerde mijn celgenoot homoseksueel verkeer met mij te hebben. Ik kon hem gemakkelijk de baas, maar van slapen kwam natuurlijk niets meer. Orwell heeft ook in een aantal onderkomens van het Leger des Heils geslapen en ze hebben allemaal dezelfde semi-militaire discipline.
Orwell vertoefde in het gezelschap van mensen die hun kost moeten verdienen op straat: artiesten, acrobaten, orgeldraaiers, fotografen, tekenaars, straatzangers, verkopers van lavendel, schoenveters, lucifers… Al deze mensen zijn ronduit bedelaars die hun armoedig uiterlijk uitbuiten. De reden waarom ze moeten doen alsof ze lucifers verkopen en dergelijke in plaats van openlijk te bedelen is dat de absurde Engelse wetten op de bedelarij dit eisen. Wanneer je een voorbijganger aanschiet en hem twee penny’s vraagt, kan hij op grond van de thans geldende wetten een politieagent roepen en je zeven dagen gevangenisstraf voor bedelen laten geven.

## Zwerven is zinloos
Er moeten op zijn minst meerdere tienduizenden zwervers in Engeland zijn. Ze gaan van plaats tot plaats in een geestdodende eindeloze rondgang. Het lijden van een zwerver heeft geen enkel nut. Zijn leven is ongelooflijk onaangenaam en totaal doelloos. Een waardelozer bestaan is niet denkbaar.
- Honger is het lot van vrijwel alle zwervers.
- Een zwerver heeft geen contact met vrouwen en is veroordeeld tot het celibaat.
- Hij is gedwongen niets te doen, loopt langs de weg en ligt op de grond te wachten.

## De maatschappij kijkt neer op de zwervers
Orwell wilde de vooroordelen van de maatschappij ontkrachten. Meningen in de zin van: zwervers vormen een aparte soort, paria’s zoals misdadigers en prostituees. Het zijn parasieten, van nature waardeloos. Ze zijn een uitwas van de maatschappij, in wezen verachtelijk. Een zwerver is een walgelijke, nogal gevaarlijke figuur die liever doodgaat dan dat hij werkt of zich wast, die alleen maar wil bedelen, zuipen en kippenhokken plunderen.
- Zwervers zijn schurken. Men kan a priori zeggen dat maar heel weinig zwervers gevaarlijk zijn. Het zijn de meest volgzame, schlemielige mensen die men zich kan voorstellen.
- Zwervers zijn alcoholisten. Of neem eens het belachelijke idee dat alle zwervers dronkaards zijn. Ze hebben het geld niet.
- Zwervers zijn onverbeterlijke bedelaars. Dat geldt slechts voor een klein percentage. Opzettelijk parasitisme ligt niet in de aard van de Engelsman. De doorsnee-Engelsman wordt niet opzettelijk een parasiet.

Op de keper beschouwd bestaat er evenwel geen wezenlijk verschil tussen de broodwinning van een bedelaar en die van talloze nette mensen. Het is een vak als elk ander. Ik geloof dat een bedelaar in niets van andere mensen verschilt, noch dat de meeste hedendaagse mensen het recht hebben hem te verachten. Ik geloof dat het eenvoudig hierin zit dat bedelaars niet genoeg verdienen. Het gaat er uitsluitend om dat het profijt oplevert. Geld is de enige maatstaf voor deugdzaamheid geworden. Als er met bedelen zelfs maar tien pond per week was te verdienen, zou het onmiddellijk een fatsoenlijk beroep worden. Nuchter bekeken is een bedelaar eenvoudig een zakenman die, zoals andere zakenlieden, leeft van wat zijn hand vindt. Hij versjachert zijn eer niet erger dan de meeste moderne mensen. De zwerver is gewoon een werkloze Engelsman die door de wet gedwongen wordt als een vagebond te leven. Ik zeg alleen dat het gewone mensen zijn en dat als ze slechter zijn dan andere mensen dit een gevolg en niet de oorzaak is van het leven dat ze leiden.

## De wet maakt zwervers
Het voortdurend heen en weer trekken dat de zwervers nu doen is iets volkomen kunstmatigs. Een zwerver zwerft niet omdat hij het zo fijn vindt, maar omdat er toevallig een wet bestaat die hem dit voorschrijft. Iemand die geen rooie cent heeft, kan alleen hulp krijgen bij de asielen voor daklozen. Aangezien een zwerver een onkostenpost voor de overheid is, mag je elk nachtasiel maar eenmaal per maand bezoeken (in Londen eenmaal in de veertien dagen). Wanneer hij binnen een maand weer terugkomt, wordt hij een week lang vastgehouden. Een landloper moet dus blijven trekken, omdat hij anders van honger omkomt. De wet laat hem geen andere keus. Deze wet is duidelijk een staaltje van opzettelijke pesterij. Een zwerver is genoodzaakt om veertien uur per dag in het nachtasiel door te brengen en de andere tien als een door de politie opgejaagde tippelaar.
Orwell deed voorstellen om het lot van de zwervers te verbeteren. Geef ze behoorlijk te eten, maak de nachtasielen beter bewoonbaar. Elk armenhuis zou een kleine boerderij kunnen runnen, of ten minste een moestuin aanleggen. Laat de daklozen hun eigen voedsel verbouwen. Ze zouden een maand of zelfs een jaar kunnen blijven in het armenhuis. Dan zouden ze iets doen dat een zeker nut heeft. Voor de logementen bestaat er geen wet die voorschrijft dat de bedden geriefelijk moeten zijn. De logementhouders dienen gedwongen te worden voldoende beddengoed en betere matrassen te verstrekken en vooral hun slaapzalen in hokjes te verdelen.

## Het einde van de tunnel
Orwell kreeg werk als oppas. Ik was uit de moeilijkheden. Mijn goedaardige imbeciel bleek erger te zijn dan ik had verwacht, maar niet erg genoeg om me terug te doen verlangen naar het nachtasiel of het hotel.
Mijn verhaal eindigt hier. Ik kan ten minste zeggen: dit is de wereld die u wacht als u ooit zonder een cent komt te zitten. Ooit wil ik dieper in die wereld doordringen. Ik zou graag weten wat er werkelijk omgaat in de ziel van de plongeurs en zwervers. Op het ogenblik heb ik, geloof ik, alleen nog maar de periferie van de armoede gezien.

## In het licht van zijn later werk
Orwell schreef dat hij geen politieke overtuiging had. Ik weet niks van politiek af. Maar hij stond wel al onder verdenking van de Parijse politie, omdat een detective hem uit het kantoor van een communistisch weekblad had zien komen. Hij had grote moeilijkheden met de politie gehad. In een discussie met een zwendelaar die zich voordeed als een communist: Was ik communist, vroeg hij. Sympathiserend, antwoordde ik. Van een organisatie was ik nooit lid geweest.
Hij verdiepte zich verder in het eigen taaltje en de vloekwoorden van Londen. Voor zijn later werk 1984 werkte hij zelf een nieuwe woordenschat uit, die hij Nieuwspraak noemde.

## Uitgaven
- The Complete Works of George Orwell, Engelse originele uitgaven
- George Orwell: "Aan de grond in Londen en Parijs", Nederlandse vertaling van Joop Waasdorp, ISBN 9029022663

- Gemeinsame Normdatei: 1088015034
- Nationale Bibliotheek van Tsjechië: aun2015895601